# Kullerudite
La kullerudite è un minerale appartenente al gruppo della marcasite.